# Kaliber (wapen)

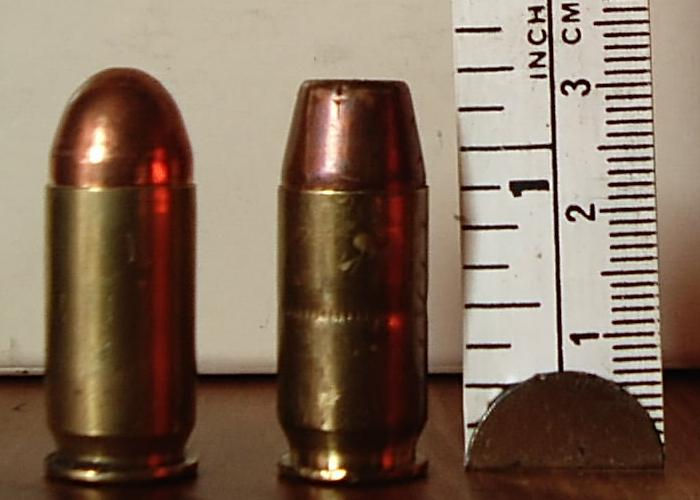
Twee patronen met een kaliber van .45 inch

De term kaliber duidt bij vuurwapens de diameter van de kogel of het projectiel aan. Deze diameter kan zowel worden uitgedrukt in millimeter als in inch. Ook de inwendige diameter van de loop of schietbuis van het wapen wordt met deze term aangeduid.
Bijvoorbeeld: het kaliber 5,56 × 45 mm NATO is hetzelfde als het .223 inch kaliber. Het tweede getal in het NATO-kaliber duidt de lengte van de patroonhuls aan. Let op: 0,223 inch is 5,66 millimeter. Het verschil (0,1 mm) wordt veroorzaakt doordat men in de Verenigde Staten het kaliber meet tussen de trekken (groeven) in de loop en in Europa tussen de velden (de stukken tussen de groeven). De Europese bepaling zal dus altijd een fractie kleiner uitvallen.
Voor de kalibers van hagelgeweren wordt weer een afwijkende methode gebruikt. Hierbij geeft het kaliber het aantal ronde kogels aan dat uit een Engels pond lood kan worden gehaald. In de loop van een Kaliber 12 (12-Gauge) past dus een ronde kogel die 1/12 is van een Engels pond lood. Waar het getal de diameter van de kogel aangeeft betekent een groter getal een grotere kogel. Bij de methode voor hagelgeweren is dit dus andersom. Hoe groter het getal, hoe kleiner de kogel. Immers: hoe meer kogels men maakt uit een pond, hoe kleiner deze kogels worden.
Bij bepaalde typen artillerie wordt de lengte van de loop van het wapen uitgedrukt als aantal kalibers met de uitdrukking: "Lang ...". De looplengte is dan te berekenen door het aantal kalibers te vermenigvuldigen met de projectieldiameter. Een 120 mm Kanon Lang 50 (meestal afgekort tot: L/50 - dezelfde afkorting als in het Engels, Frans en Duits) heeft dus een lengte van zes meter.
Het meetinstrument waarmee de inwendige diameter van de loop (van geschut en andere vuurwapens) wordt gecontroleerd wordt ook kaliber genoemd.

## Hetzelfde kaliber, maar dan anders
Veel patronen hebben in de loop van de tijd een zekere naamsbekendheid gekregen. Zo is de .44 Special gebaseerd op de .44 Russian die op zijn beurt weer gebaseerd was op de .44 American. De naam .44 is gebleven maar de feitelijke diameter van de patroon is tegenwoordig 0,429 inch. Het nominale kaliber wijkt in dit geval dus af van het feitelijke kaliber.

## Andere maatstaven
Tot halverwege de 19e eeuw werd de maat van (kanons)kogels aangegeven in het (ijzer-)gewicht. In Holland gebruikte men meestal Amsterdamse ponden van 494 gram. Ook de kanonnen werden daarmee aangeduid, een 24-ponder bijvoorbeeld.

## Trivia
- Kaliber heeft ook de meer algemene betekenis van grootte, zo kan men bijvoorbeeld spreken van een groot of fors kaliber politicus, boormachine, conifeer of koelkast.
- De uitdrukking ze zijn van hetzelfde kaliber betekent: ze hebben hetzelfde karakter, dezelfde kwaliteiten, meestal in positieve zin.